# Oricon
Oricon Inc. (jap. 株式会社オリコン Kabushiki-gaisha Orikon) – japońskie przedsiębiorstwo założone przez Sōkō Koike w 1967, zajmujące się zbieraniem informacji na temat sprzedaży muzyki (CD i DVD), gier elektronicznych i tworzeniem tygodniowych rankingów. Tygodniowe rankingi są ogłaszane w każdy wtorek. Grupa Oricon sporządza też szacowaną listę popularności na oficjalnej stronie internetowej. Diagramy Oricon są obecnie bardzo popularne w Japonii.

## Listy notowań

### Obecne
- Singles Chart (od 20.11.1967)
- Albums Chart (od 05.10.1987)[2]
- Karaoke Chart (od 26.12.1987)
- Tracks Chart (od 06.06.2004)
- DVD Chart (od 05.04.1999)
- Long Hit Album Catalogue Chart (od 02.04.2001)

### Przeszłe
- LP Chart (05.01.1970 – 31.03.1986)[2]
- LP&TAPES Ranking (07.04.1986 – 28.09.1987)[2]
- CT Chart (02.12.1974 – 27.11.1989)
- MD Chart (b.d.)
- LD Chart (b.d. – 07.02.2000)
- VHD Chart (b.d. – 27.11.1989)
- Cartridges Chart (02.12.1974 – 24.04.1978)
- Sell-Video Chart (06.02.1974 – 30.05.2005)
- All-Genre Formats Ranking (24.05.1984 – 02.04.2001)
- Game Soft Chart (20.02.1995 – 28.11.2005)
- Comics Chart (06.02.1995 – 26.03.2001)
- New Media Chart (styczeń 2004 – 2005)